# Theniet El Had
Theniet El Had  en arabe : ثنية الحد, en tamazight : ⵜⵏⵉⵢⵢⴻⵜ ⵎⵃⴻⴷ, est une commune de la wilaya de Tissemsilt en Algérie. La population totale en 2017 est estimée à 36186 habitants, pour une superficie de 280 km2.

## Géographie
Theniet El Had (en arabe : ثنية الاحد) signifierait en arabe : Theniet « col » et El Had «du dimanche». Située au centre de l'Atlas Tellien , à 1134 mètres au-dessus du niveau de la mer, la commune s'étend dans la partie sud du massif de l'Ouarsenis, sur un itinéraire entre la vaste Plaine du Chelif et la plaine du Sersou. La commune s'étend sur 280 km2.
Theniet El Had se situe à 173 km au sud-ouest de la capitale Alger, à 240 km de Oran, et à environ 48 km du chef-lieu de la wilaya  Tissemsilt.

## Histoire
Theniet El Had faisait partie du Royaume du Ouarsenis, royaume berbère indépendant situé dans la région Ouarsenis-Dahra. En 430 les tribus de l'Ouarsenis et de l'Hodna, établirent un royaume et lui donnèrent pour capitale la ville romaine de « Timgarta » qu'ils renommèrent « Tihert » (aujourd'hui nommé Tiaret). Le royaume se situait au Maghreb central (actuel Algérie), et Ortayas fut l'un de ses monarques. Le Royaume de Djeddar dans le Ouarsenis semble apparaître vers 466 et 480. La nécropole royale des Djedars témoigne de l'existence dans cette partie du centre- ouest du Maghreb central d'un royaume : celui de l'Ouarsenis dont le roi Mastinâs (ou Mastigas) « gouvernait les Barbares de Mauritanie ».
Theniet El Had est à l'origine composée de douars de tribus Berbères vivant du pastoralisme, qui adoptent ensuite la langue arabe. Un rapport mené par E. Doutté et E.-F. Gautier en 1913, un fait significatif quant au processus d’arabisation de la région et à la déperdition de la langue berbère. Selon l’administrateur-adjoint de la commune mixte de l’Ouarsenis, le berbère était en nette régression, et même en voie de disparition ; dans son courrier du 27 avril 1911 à Doutté & Gautier, il en explicite la principale cause qui est, pour ses informateurs, d’ordre économique : les berbérophones de la montagne entretiennent des relations d’échanges commerciaux denses et régulières avec les arabophones des piémonts et plaines,.
La colonisation française en 1841 entraine le développement du lieu qui subit toutefois en 1853 un tremblement de terre destructeur pour les habitations. La vocation première française fut stratégique dès 1843 lorsqu'un poste militaire, appelé alors Bordj, y fut installé pour couper les communications entre les troupes de l'Émir Abdelkader, et protéger les colons nouvellement installés. À la fin du XIXe siècle, Theniet El Had dépend du cercle de Miliana de la province d'Alger, par décision gouvernementale du maréchal Randon reprenant l'ancien découpage des Beys d’Alger et Miliana. Actuellement, elle dépend de la wilaya de Tissemsilt.

## Tourisme
Theniet El Had jouxte le Parc National de Theniet El Had (en arabe : الحديقة الوطنية ثنية الحد), créé en 1929 par le gouverneur de la province d'Alger, abritant sur 3 625 hectares une forêt de cèdre de l'Atlas, nommée localement "El Meddad", dont le point le plus haut est le Ras El Braret qui culmine à 1.787 mètres d'altitude.
L'étage étage du bioclimatique du Parc National de Theniet El Had s’étale entre le sub-humide et l’humide. La cédraie de ce parc est unique dans l’ouest algérien. Elle constitue également l’un des rares endroits dans le pourtour méditerranéen où le chêne-liège végète à plus de 1600 m. La flore comprend 450 espèces dont beaucoup sont endémiques à l’Algérie. La strate arborée comprend plus de 1 000 hectares de cèdre de l’Atlas (Cedrus atlantica), 1 000 ha de chêne vert (Quercus ilex), 504 ha de chêne zéen (Quercus faginea), 460 ha de chêne-liège (Quercus suber) et 460 hectares d’autres espèces dont l'érable, le saule, le frêne, l'aubépine, la rose églantine, le genêt, le calicotome, le calicotome spinosa, l’asphodèle, le diss, la férule, le chèvrefeuille, la lavande. On y trouve aussi une grande variété de mousses, des lichens et des champignons.

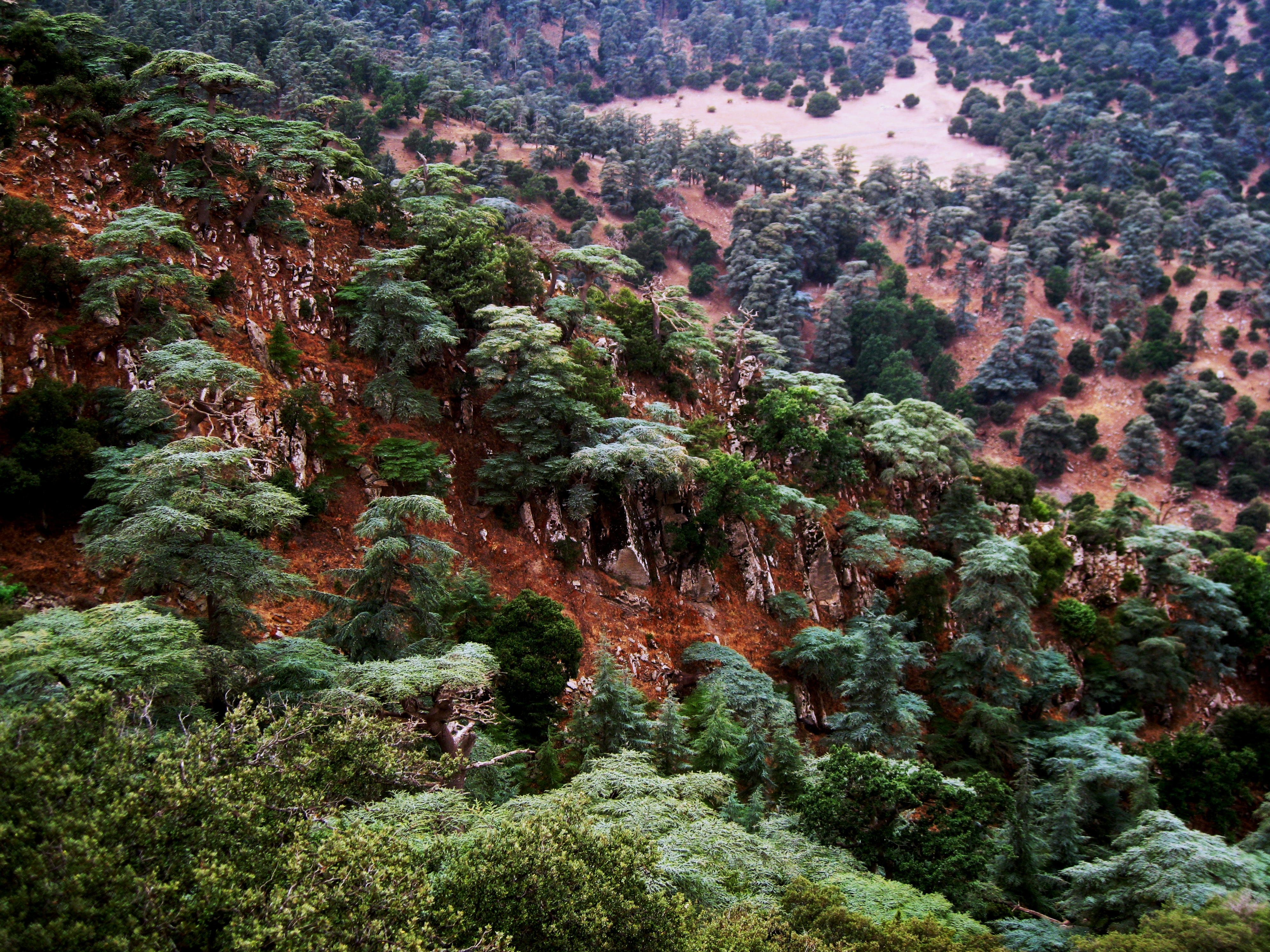
La forêt de Cèdres du Parc National de Theniet El Had
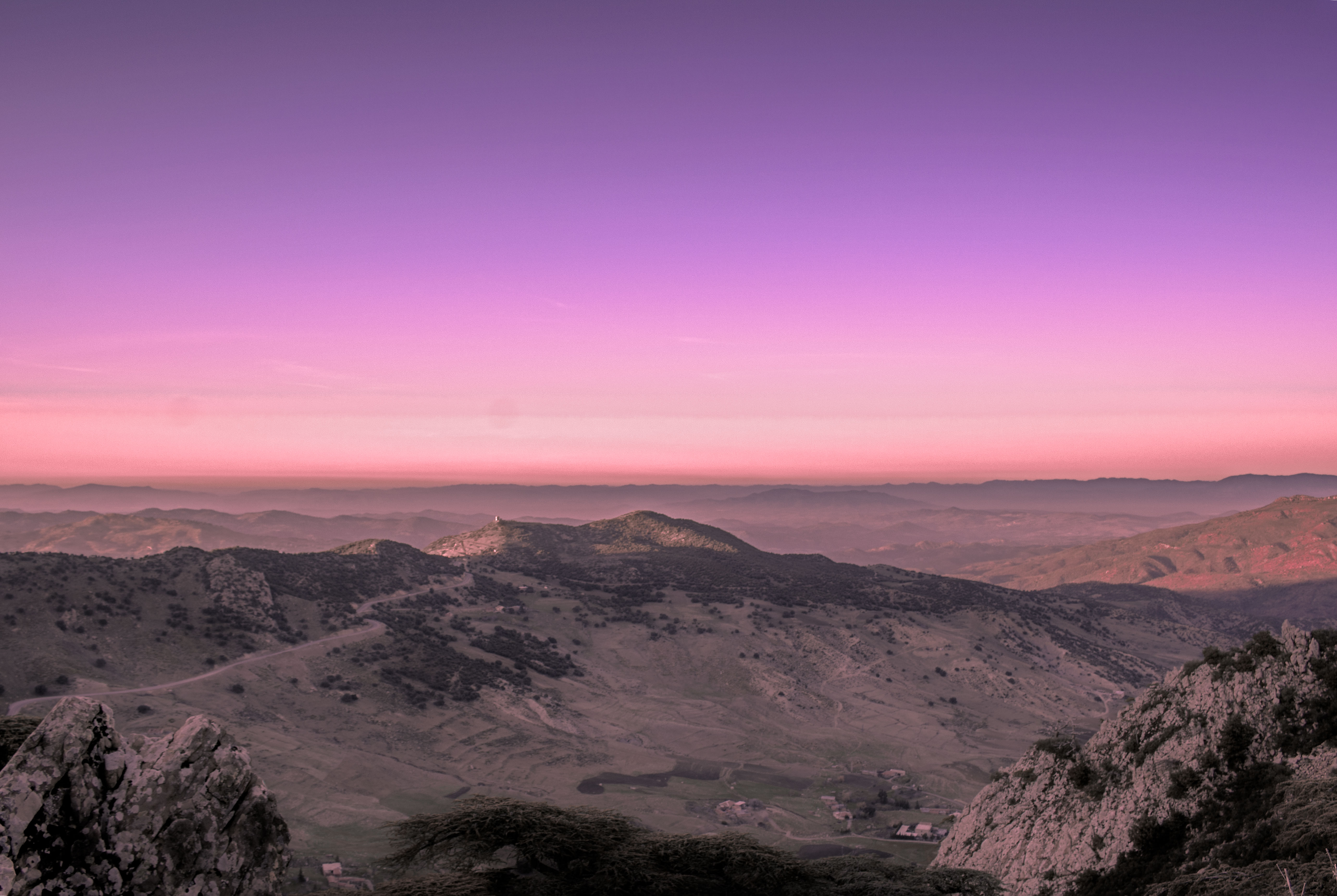
Vue depuis le sommet du Parc National de Theniet El Had
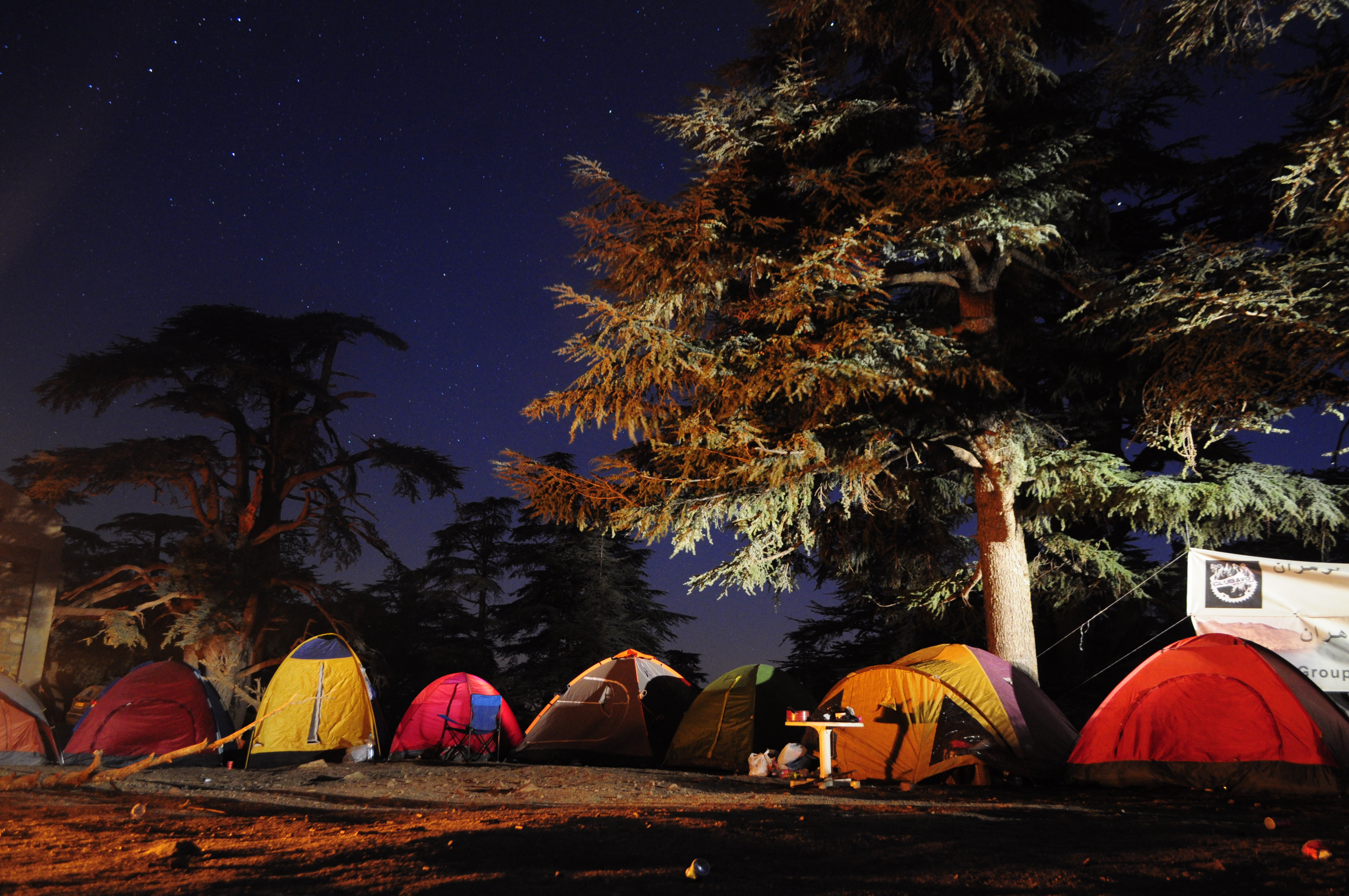
Bivouac dans le Parc National de Theniet El Had

Le parc est un sanctuaire pour une large gamme d’espèces de flore et de faune pour certaines espèces menacées et en danger d’extinction, jouant un rôle crucial dans la conservation de ces espèces et dans la protection de la biodiversité mondiale.
La dernière Panthère de Barbarie (Panthera pardus panthera) de l'Ouarsenis y fut abattue le 21 mars 1919 à Douar Ghilés à Theniet El Had. Depuis, la Panthère de Barbarie est aujourd'hui presque éteint en Afrique du Nord. Il resterait une petite population dans les montagnes de l'Atlas et des observations récentes auraient également été signalées en 2007 à l'ouest de l'Algérie et sa présence a été confirmée en 2006 dans les montagnes du Hoggar, dans le désert algérien, où l'espèce n'avait jamais été recensée auparavant.
Guy de Maupassant écrivait : « Mais ce qui m'a laissé au cœur les plus chers souvenirs en cette excursion, ce sont les marches de l'après-midi le long des chemins un peu boisés sur ces ondulations de côtes d'où l'on domine un immense pays onduleux et roux depuis la mer bleuâtre jusqu'à la chaine de l'Ouarsenis qui porte sur ses faîtes la forêt de cèdres de Theniet-el-Had ». "Allouma", de Guy de Maupassant. Texte publié dans L'Écho de Paris, février 1889, puis dans le recueil La main gauche.
Le mode de vie traditionnel, rural ou rurbain perdurent, ancrés dans la terre, au rythme des saisons, chaud en été et neigeux en hiver. Au beaux jours, des fantasias sont fréquemment organisées pour célébrer les évènements culturels et religieux qui marquent la vie de ces habitants des montagnes. Le Parc National de Theniet El Had, accueille de nombreux sentiers balisés propices à la randonnée pédestre, au VTT, à la randonnée équestre, ainsi qu'une zone de bivouac au départ de Theniet El Had. En hiver, la pratique du ski de fond nordique et la marche en raquettes connaissent un fort engouement. Le massif regorge de peintures rupestres dans différentes zones dont le site d'art rupestre de Kasria dans la commune de Sidi Boutouchent aux limites du versant sud du Parc National de Theniet El Had.

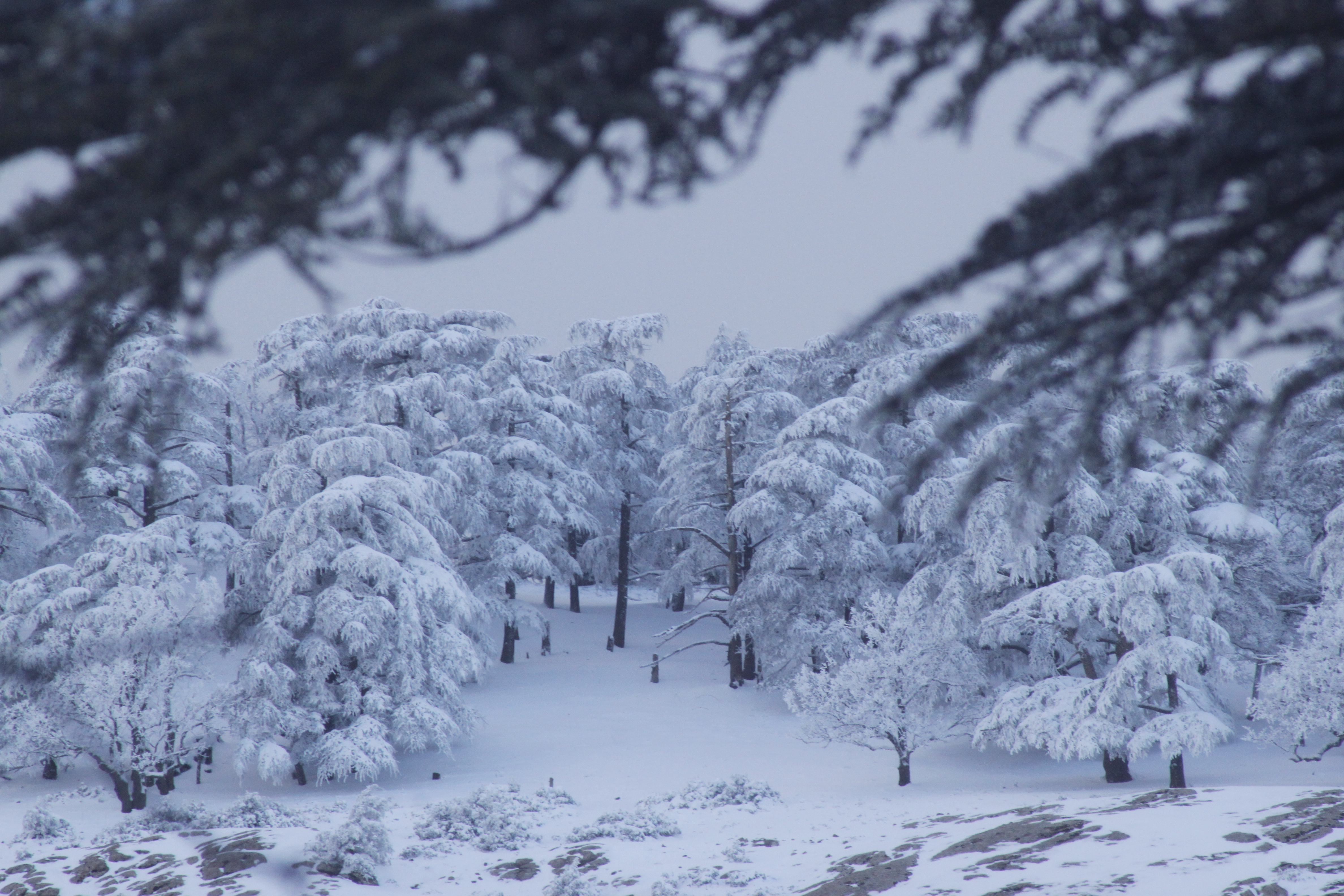
La forêt des Cèdres Parc National de Théniet El Had en hiver.
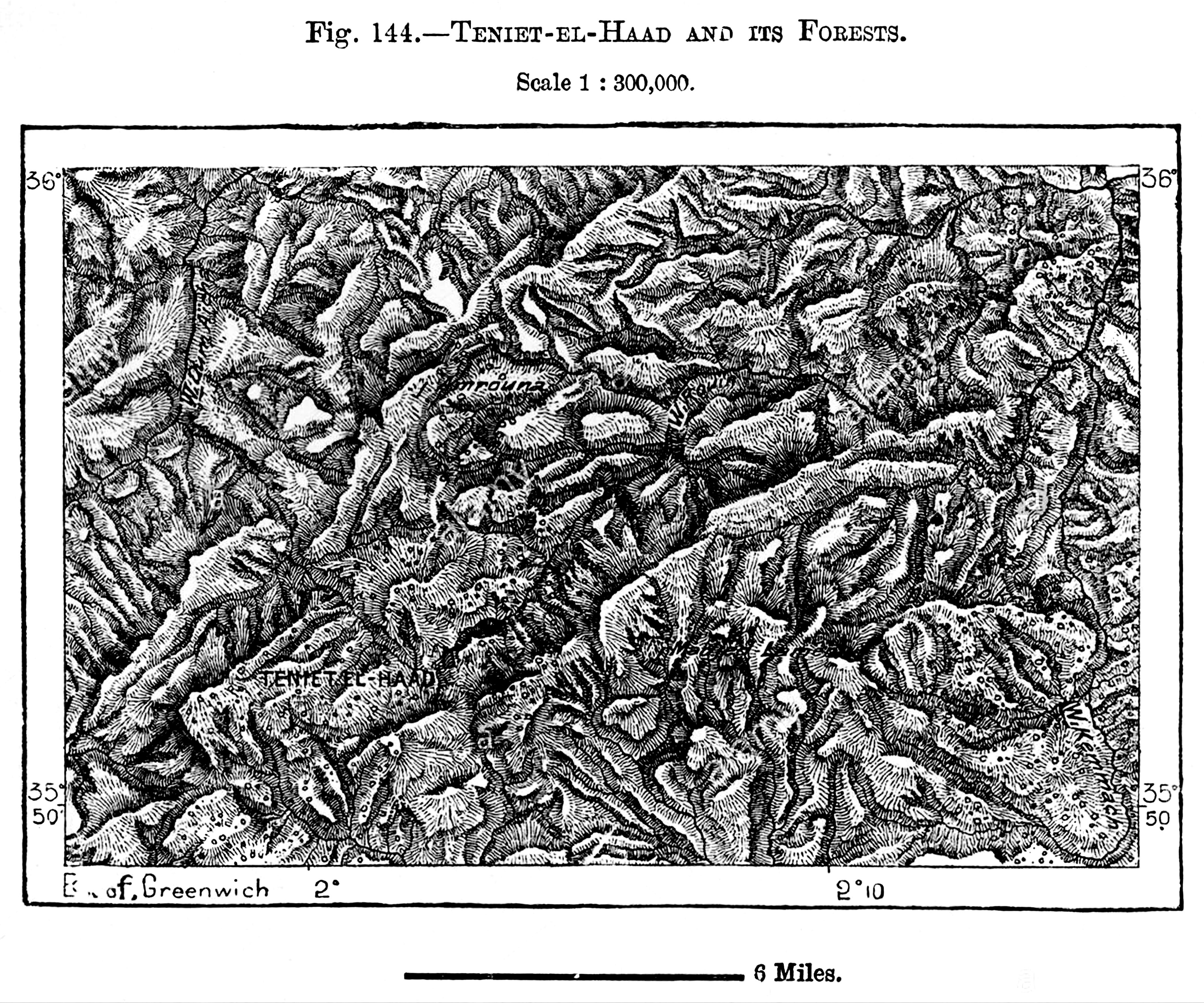
Carte de 1885 de Théniet El Had (Algérie) et ses forêts.
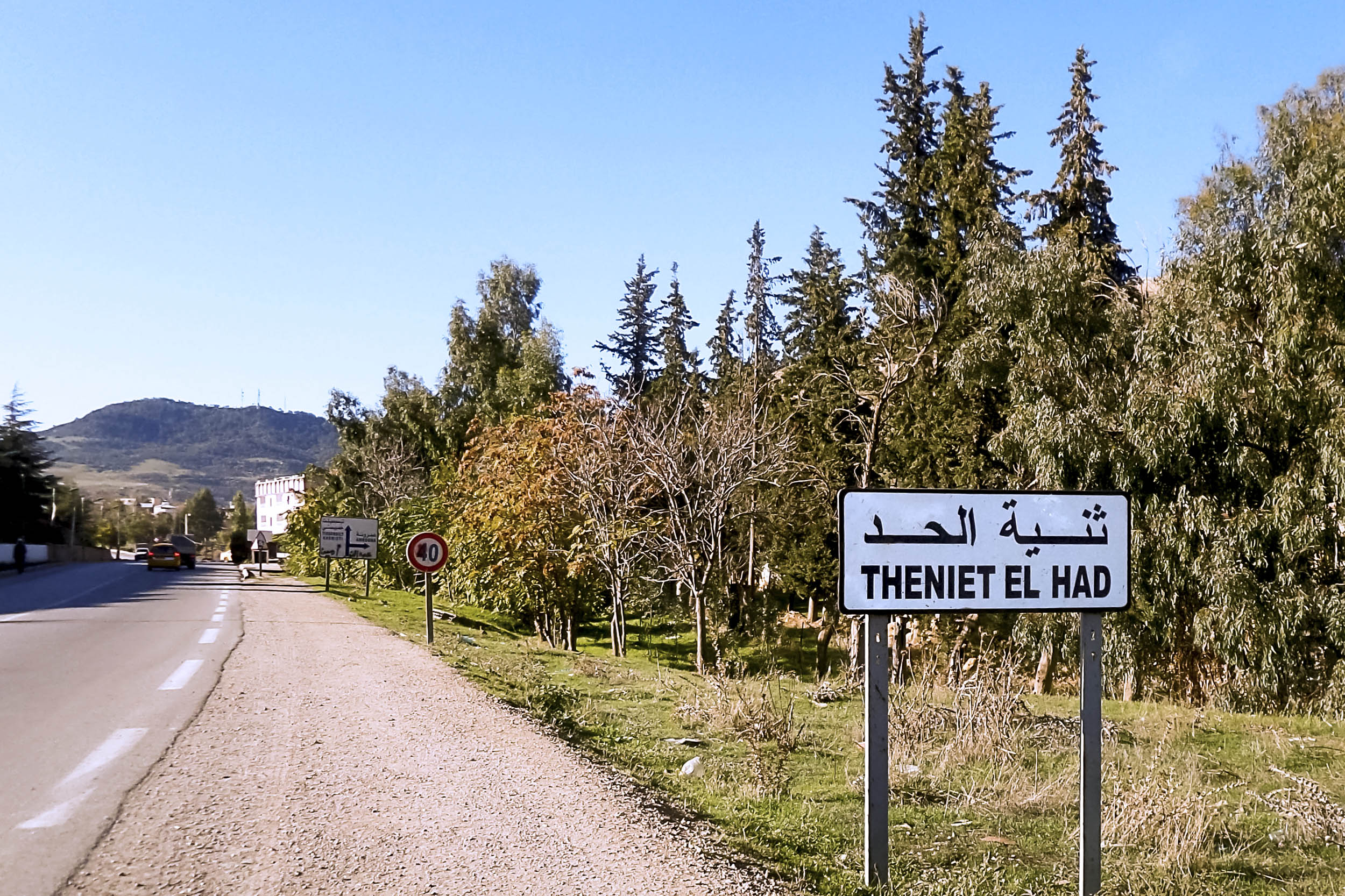
Entrée de Theniet El Had

## Personnalités liées à la commune
- Boualem Sansal (1949-), romancier et essayiste algérien
- Bachir Rezzoug (1941-2008), journaliste algérien[15]
- Moussa Saïb (1969-), footballeur algérien
- Madjen Benmira (1938-2021), résistant algérien (Moudjahid)
- Benmira Tayeb, résistant algérien (Chahid)[16]
- Djillali Boudernane (1934-1961), résistant algérien (Chahid)[17]
- Omar Bennai (1917-1957), résistant algérien (Chahid)[18]
- Rémy Madoui (1939-), résistant algérien[19]
- Bernard Lecache (1895-1968), journaliste et militant
- Fanny Colonna (1934-2014), anthropologue et universitaire algérienne
- René Montaldo (1905-1969), maire, conseiller général, sénateur (Gauche Démocratique)
- Jean Montaldo (1941-), journaliste et écrivain